# Gedser-Rostock-forbindelsen
En fast Gedser-Rostock-forbindelse er blevet foreslået som alternativ til den faste Femern Bælt-forbindelse. Forbindelsen ville gå tværs over Østersøen fra Gedser på Falster til Rostock i Tyskland og være 40–45 km lang. Den ville udgøre en hovedfærdselsåre mellem Skandinavien og Central- og Østeuropa.
Forbindelsen ville være en af verdens længste broer. Bygges den som tunnel, vil den være verdens længste krydsning under vand, mens Seikan-tunnelen og Kanaltunnelen er længere, målt i ren tunnellængde. Gedser-Rostock-forbindelsen ville også være verdens eneste bro, der spænder over åbent hav og ikke et sund / bælt, en fjord eller kanal.

## Argumenter
Det vigtigste argument for Gedser-Rostock-løsningen er, at placeringen her giver en langt bedre forbindelse til Berlin og til vækstområderne i Central- og Østeuropa, særligt Polen. Mellem København og Berlin er ruten 130 km kortere end via Femern Bælt, mellem København og München spares der 160 km og mellem København og Polen spares der 230 km.
Derimod hævdes det, at Femern Bælt-forbindelsen er en forældet vision, der hører hjemme i geografien, som den så ud under den kolde krig. Der er tit blevet sat spørgsmålstegn ved rentabiliteten af en Femern Bælt-forbindelse. Den tyske regering har forholdt sig tøvende til Femern Bælt-forbindelsen, da den prioriterer trafikprojekter internt i Nordtyskland højere, f.eks. forbedring af jernbanen Rostock-Berlin og en ny tunnel under Elben vest for Hamborg.
Femern Bælt-forbindelsen vil lede både vej- og jernbanetrafik gennem Hamborg, der allerede i dag har væsentlige trængselsproblemer. Fra Rostock er der derimod flere forbindelser mod vest, øst og syd. Området i Østholsten mellem Puttgarden og Lübeck er et udpræget landområde, hvorimod Rostock er en større by med 200.000 indbyggere, stor havn og et formodet vækstpotentiale.
Ulempen ved Gedser-Rostock er, at den gør ruten København-Hamborg 65 km længere. Hvis færgerne over Femern Bælt opretholdes, vil de dog være et alternativ. Der er kun små forskelle i afstand til destinationer syd for Amsterdam/Bremen/Hannover.
Trafikforsker Per Homann Jespersen fra Roskilde Universitet beskriver ideen på denne måde: "En fast forbindelse over Østersøen mellem Danmark og Tyskland kunne væsentlig enklere føres over Gedser Rev. En stor del af sådan en bro kan bygges som lavbro. Hamborg udgør en notorisk flaskehals for vej- og jernbanetrafikken. Derfor vil en Østersøforbindelse mellem Rostock-Warnemünde og Gedser være bedre."
Modstandere hævder, at trafikgrundlaget er langt mindre end over Femern Bælt. I dag går der ca. 10 færger Gedser-Rostock hver vej pr. dag mod 30 over Femern Bælt.

### Politik
Trafikordførerne Martin Lidegaard fra de Radikale og Walter Christophersen fra Dansk Folkeparti foreslog den 3. juni 2007, at den danske regering skulle støtte en Gedser-Rostock-forbindelse frem for Femern Bælt. De blev bakket op af trafikforskere og den sagkyndige Christoph Stroschein fra det tyske trafikministerium.
Transportminister Flemming Hansen afviste den 4. juni 2007 idéen, da han mente, det ville forsinke den faste forbindelse med ti år. Socialdemokraternes ordfører, Magnus Heunicke, som er regeringens aftalepartner i sagen, så også forslaget som et "forsøg på at spænde ben for projektet i sidste øjeblik", men udtalte samtidig: "Men det er da klart, at hvis tyskerne siger, at de ikke vil være med – men ønsker noget andet – så må vi selvfølgelig lytte."
Mens delstaten Slesvig-Holsten kraftigt støtter Femern Bælt-forbindelsen, har Mecklenburg-Vorpommern og andre østtyske delstater udtrykt modstand. De frygter, at de store transportkorridorer vil gå uden om det østlige Tyskland.
Den tyske og danske regering forventer at være nået frem til en beslutning om Femern Bælt den 1. juli 2007. Den 22. juni udtalte det tyske trafikministerium, at man kun har nærmet sig Danmark med små skridt, og at man tvivler på, at den danske regering selv tror på sine optimistiske trafikprognoser, der ville gøre Femern Bælt-forbindelsen rentabel.

## Linjeføring
Forbindelsen Gedser-Rostock ville være 40–45 km lang, hvilket er væsentlig mere end de 19 km over Femern Bælt. Da vanddybderne er mindre mellem Gedser og Rostock, hævdes det, at broen kun bliver lidt dyrere end Femern Bælt, selv om den er over dobbelt så lang. Gedser Rev strækker sig ca. 15 km mod sydøst fra Falsters sydspids. Følges Gedser Rev, vil halvdelen af den faste forbindelse forløbe på vanddybder mindre end 10 meter.
Nogle mulige linjeføringer er:
- Gedser-Warnemünde; derfra vest om Rostock (eller gennem tunnellen under Warnow til motorvej A 19/E55 øst om Rostock).
- Gedser-Graal-Müritz; derfra øst om Rostock .
- Gedser-Darss/Fischland (en halvø nordøst for Rostock), og derfra øst om Rostock .

### Landanlæg
Gedser-Rostock-løsningen kræver i første omgang en udbygning af de danske landanlæg, mens der allerede er motorvejsforbindelse på tysk side.
Ved Femern Bælt er situationen omvendt, da den danske motorvej er udbygget helt frem til Rødby. På den tyske side er 10 km motorvej under udbygning, men der vil stadig mangle 25 km motorvej fra Puttgarden til Heiligenhafen, herunder et alternativ til den tosporede Femernsundbro.
Jernbaneforbindelsen er på den danske side dobbeltsporet mellem København og Vordingborg. Fra Vordingborg til Rødby er banen enkeltsporet, men af god standard med tophastigheden 120–140 km/t. På den tyske side har man påbegyndt elektrificering af den dobbeltsporede jernbane Hamborg-Lübeck. De sidste 89 km bane fra Lübeck til Puttgarden er enkeltsporet og delvis af dårlig standard med mange kurver og en tophastighed ned til 80 km/t.
Femern Bælt-løsningen kræver derfor især en større udbygning af jernbane og vej på den tyske side. Det forklarer delvis, hvorfor den danske regering foretrækker Femern Bælt-løsningen, mens Tyskland er mindre motiveret.

#### Vej
På dansk side vil forbindelsen slutte sig til E55, som i dag kun er en højtklasset hovedvej på de sydligste 35 km fra E47 ved Eskilstrup gennem Nykøbing F til Gedser. Der har i nogle år været planer om en omfartsvej ved Nykøbing, da trafikken er steget stærkt efter murens fald og i de senere år. Syd for Nykøbing har hovedvejen et meget regulært forløb, der måske gør en udbygning til motorvej mulig.
På den tyske side vil Gedser-Rostock-forbindelsen blive tilsluttet motorvej A 19/E55, som går fra Rostock Überseehafen mod syd til A24 og Berlin. Motorvej A 20/E22, som stod færdig i 2005, giver forbindelse mod vest til Lübeck/Hamborg og mod øst til Stettin og Polen. Det er planlagt at udbygge A 14 fra Schwerin til Magdeburg, og det vil give en forbindelse til Leipzig-Sydtyskland, der undgår den befærdede Berliner Ring (A10). Hvis nogle af udbygningsforslagene for motorvejene A 37 eller A 39 bliver realiseret, vil der desuden være en diagonalforbindelse mod sydvest til Wolfsburg/Celle/Hannover-området og det vestlige Europa.

#### Jernbane
På dansk side blev Sydbanen mellem Gedser og Nykøbing F renoveret i 2006-07, men hastigheden er stadig kun 75 km/t på grund af de mange overskæringer. De 25 km fra Nykøbing F til Vordingborg er også enkeltsporet, men udrustet til 120 km/t. Mellem Vordingborg og København er strækningen dobbeltsporet med hastigheder på 140–180 km/t. Kun Ringsted-København er elektrificeret. Både ved Gedser-Rostock-løsningen og Femern Bælt-løsningen skal strækningen syd for Vordingborg opgraderes, og især Storstrømsbroen udgør en flaskehals for etablering af dobbeltspor.
På tysk side er jernbanen fra Warnemünde/Rostock til Berlin dobbeltsporet og elektrificeret. Den opgraderes p.t. til 160 km/t, men på grund af forsinkelser regner man først med at være færdig 2015. Tværforbindelsen Hamborg-Rostock-Stralsund-Polen opgraderes også til 160 km/t. Den dobbeltsporede, elektrificerede bane via Schwerin-Wittenberge-Magdeburg (og evt. Lübeck-Lüneburg) giver mulighed for at køre godstrafik uden om flaskehalsene Berlin og Hamborg.

## Forbindelser i dag
Gedser har forbindelse til Rostock Überseehafen med Gedser-Rostock-ruten, som drives af Scandlines. Færgerne (M/F Kronprins Frederik (1981) og (M/F Prins Joachim (1980))) sejlede tidligere som jernbanefærger på Storebælt, men skinnerne i vogndækket er svejset til. Terminalen i Warnemünde, som ikke mere benyttes, har jernbanefærgefaciliteter. Der er også en jernbanefærgeklap i den nuværende terminal i Rostock Überseehafen, men gods- eller passagertog overføres ikke til Gedser herfra. Der er godsbane- og S-togsforbindelse til havnen.
Rostock Überseehafen er direkte forbundet til det tyske autobahn-net. Buslinjer mellem København og Berlin drives af selskaberne Graahundbus/Berolina, Swebus Express, Eurolines og Säfflebussen. Busrejsen mellem København og Berlin tager ca. 7 timer.
Togforbindelsen København-Berlin ophørte i 1995, da færgeruten blev flyttet fra Warnemünde til Rostock Überseehafen. Siden da må togrejsende mellem København og Berlin enten rejse via Rødby-Puttgarden og Hamborg eller med nattoget Malmø-Berlin, (der overføres med Trelleborg-Sassnitz-færgen). De 20 km jernbane mellem Gedser og Nykøbing F blev lettere renoveret i 2006-07, og der var bevilget 112 mio. kroner til en større renovering efter 2008. Indtil 2009 blev der opretholdt et enkelt regionaltog-par dagligt, og i sommeren 2007 to togpar dagligt. Et flertal i Folketinget vedtog at aflyse renoveringen og nedlægge banen fra 12. december 2009. Lollandsbanen udtrykte interesse for at drive persontrafik til Gedser, men DSB og Banedanmark var ikke interesseret.